# جويل ولدريدغ
جويل ولدريدغ (بالإنجليزية: Joel Wooldridge)‏ هو لاعب الجسر ‏ أمريكي، ولد في 19 يوليو 1979.